# Рамси (залив)
Рамси — самый большой залив острова Мэн, занимающий бо́льшую часть его северо-восточного побережья между мысом Могхолд-Хед на юго-западе и мысом Эр на севере. Длина береговой линии между этими двумя точками — приблизительно 8 миль (13 км). Залив имеет ширину около 5 миль (8,0 км) и вдаётся в сушу примерно на 2 мили (3,2 км).
На западном побережье залива расположен город Рамси с небольшой приливной гаванью. Отрезок побережья между Могхолд-Хед и Рамси окаймлён холмами, на одном из которых возведён исторический памятник острова Мэн — башня Альберта. Отрезок от Рамси до мыса Эр низменный, за исключением утёсов на мысе Кранстал в 8 км к северу от города, переходящих в возвышенность Брейк-о-Дей высотой 267 футов (81 м). Для этой части побережья характерны песчаные пляжи, окаймлённые песчаными холмами, расположенными дальше от берега.
Залив хорошо защищён от большинства ветров, за исключением диапазона от южного до восточно-северо-восточного, обладает плотным глинистым дном и представляет собой удобную гавань, использовавшуюся при визитах на остров королевы Виктории и короля Эдуарда VII и как место стоянки Флота Канала. Глубины менее 3 фатомов, или 18 футов (5,5 м), тянутся на расстояние до полумили от берега, глубины от 5 до 10 фатомов — на несколько миль на северо-восток. Со стороны моря залив обрамляют песчаные банки, затрудняющие навигацию. В залив впадает крупнейшая река острова, Салби.
Приливно-отливные течения в акватории залива Рамси направляются на север в течение 9 часов и на юг в течение 3 часов; смена направления происходит за 4 часа до полной воды в Дувре.
С 2011 года в заливе Рамси, а также в водах в радиусе 3 морских миль к востоку и северу от мыса Эр, располагается одноимённый морской заповедник — одна из десяти природоохранных зон такого рода на острове Мэн. Заповедник занимает площадь около 97 км, из которой примерно половина приходится на зону высшей защиты. Среди охраняемых биотопов — зостеровые подводные луга, придонные участки кораллиновых водорослей, скалы и рифы, в том числе рифовые колонии моллюсков-модиол.